# Oxyethira bogambara
Oxyethira bogambara är en nattsländeart som beskrevs av Schmid 1958. Oxyethira bogambara ingår i släktet Oxyethira och familjen smånattsländor. Inga underarter finns listade i Catalogue of Life.